# Aktion Ungeziefer

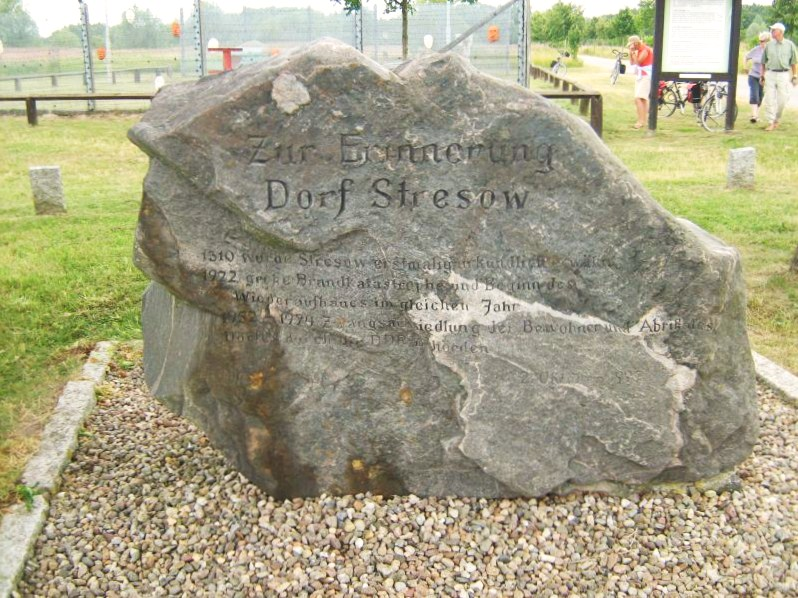
Gedenksteen voor het verdwenen dorp Stresow (Aulosen). In 1952 werd het geruimd en in 1974 afgebroken.

Aktion Ungeziefer (Nederlands: Actie ongedierte), ook bekend als Aktion Festigung was een in mei en juni 1952, door de Stasi uitgevoerde, deportatie van mensen die langs de Duits-Duitse grens woonden.
Tijdens deze operatie werden ongeveer 8.300 inwoners van de DDR gedwongen te verhuizen. De Deutsche Volkspolizei nam ook deel aan de actie. Officieel werd de "consolidatie van de Duitse binnengrens" als doelstelling genoemd. Verantwoordelijk voor de actie was Werner Eggerath, staatssecretaris van de premier van de DDR en voormalige premier van Thüringen.
De Minister van Binnenlandse Zaken van Thüringen en tevens waarnemend premier Willy Gebhardt was verantwoordelijk voor de uitvoering in Thüringen. In zijn handgeschreven notitie aan de tweede staatsvoorzitter en staatssecretaris van de SED in Thüringen, Otto Funke, schreef hij over het het aantal mensen dat gedwongen hervestigd moest worden: "Otto, deze cijfers heeft gen. König me doorgegeven, ze zijn het resultaat van het commissiewerk om het ongedierte uit te roeien." Deze uitspraak wordt vaak aangehaald om de inhumane of zelfs dehumaniserende visie van de DDR-leiding te beschrijven.
De actie werd herhaald in oktober 1961, kort nadat de Berlijnse Muur werd opgericht. Hierbij werden nog eens 3200 Oost-Duitse burgers naar het binnenland gedeporteerd. Deze actie is bekend onder de codenamen "Kornblume" (korenbloem), "Frische Luft" (frisse lucht), "Blümchen" (bloempje) en "Neues Leben" (nieuw leven).
Historici gaan ervan uit dat in totaal tussen 11.000 en 12.000 mensen zijn hervestigd tijdens beide campagnes en dat ongeveer 3.000 mensen ontsnapten door de DDR te ontvluchten. Opmerkelijk zijn de ontsnapping van 34 mensen uit de wüstung Billmuthausen (Hildburghausen) in juni 1952 en 53 mensen uit Böseckendorf (Teistungen) in oktober 1961. Beide plaatsen bevinden zich in Thüringen.
In de media zijn meerdere discussies geweest over het gebrek aan compensatie voor ontheemden als gevolg van deze hervestigingsacties.